# Schenectady
Schenectady – miasto w Stanach Zjednoczonych, we wschodniej części stanu Nowy Jork, ośrodek administracyjny hrabstwa Schenectady, położone nad rzeką Mohawk, w zespole miejskim Albany–Schenectady–Troy. W 2020 roku liczyło 67 047 mieszkańców. W mieście rozwinął się przemysł elektrotechniczny, elektroniczny oraz chemiczny. 

## Historia
Osada została założona w 1661 roku przez holenderskich osadników (Nowe Niderlandy). Jej nazwa pochodzi od zwrotu oznaczającego miejsce „za sosnowymi równinami”, którego Indianie z plemienia Mohawk używali pierwotnie w odniesieniu do innej pobliskiej osady holenderskiej – Fort Oranje (w miejscu obecnego Albany). W 1690 roku, podczas wojny króla Wilhelma oddziały francuskie i indiańskie dokonały masakry mieszkańców Schenectady i niemal doszczętnie zniszczyły miejscowość. W XVIII wieku miał miejsce napływ angielskich osadników, którzy ufortyfikowali osadę. W 1795 roku został założony uniwersytet wraz z ogrodem botanicznym. Formalne założenie miasta nastąpiło w 1798 roku.
Schenectady znajdowało się pierwotnie na krańcu szlaku lądowego prowadzącego z miasta Albany, którym przenoszono łodzie, omijając w ten sposób wodospady na rzece Mohawk. Szlak funkcjonował do 1825 roku, kiedy to swobodną żeglugę w górę rzeki umożliwił nowo wybudowany Erie Canal. W 1831 roku oba miasta połączyła linia kolejowa Mohawk and Hudson Railroad.
W 1848 roku w mieście otwarto zakład produkcji lokomotyw Schenectady Locomotive Works. W 1901 roku w wyniku połączeniu z kilkoma mniejszymi zakładami dał on początek przedsiębiorstwu American Locomotive Company (ALCO), które stało się drugim co do wielkości producentem parowozów w Stanach Zjednoczonych (po Baldwin Locomotive Works). W Schenectady mieściła się jego siedziba. Zakład produkcyjny zakończył działalność, a spółka uległa likwidacji, w 1969 roku.
W 1886 roku Thomas Edison przeniósł tutaj z Nowego Jorku należący do niego zakład elektromaszynowy Edison Machine Works, który w 1892 roku dał początek konglomeratowi General Electric (GE). Na przestrzeni lat GE otworzyło w mieście różnorakie zakłady produkcyjne oraz badawczo-rozwojowe, w szczytowym okresie zatrudniając tu ponad 30 000 osób. Przez wiele lat miasto pozostawało siedzibą tego przedsiębiorstwa. GE kontynuuje działalność na terenie miasta do dziś, aczkolwiek na dużo mniejszą skalę.
Ze względu na obecność wymienionych wyżej przedsiębiorstw Schenectady nosiło niegdyś przydomek „miasta, które oświetla i przewozi świat” (the city that lights and hauls the world). Wraz z zanikiem przemysłu w drugiej połowie XX wieku i związanej z tym utratą miejsc pracy liczba ludności miasta spadła o niemal 1/3 względem 1950 roku (wówczas 92 061).

## Galeria

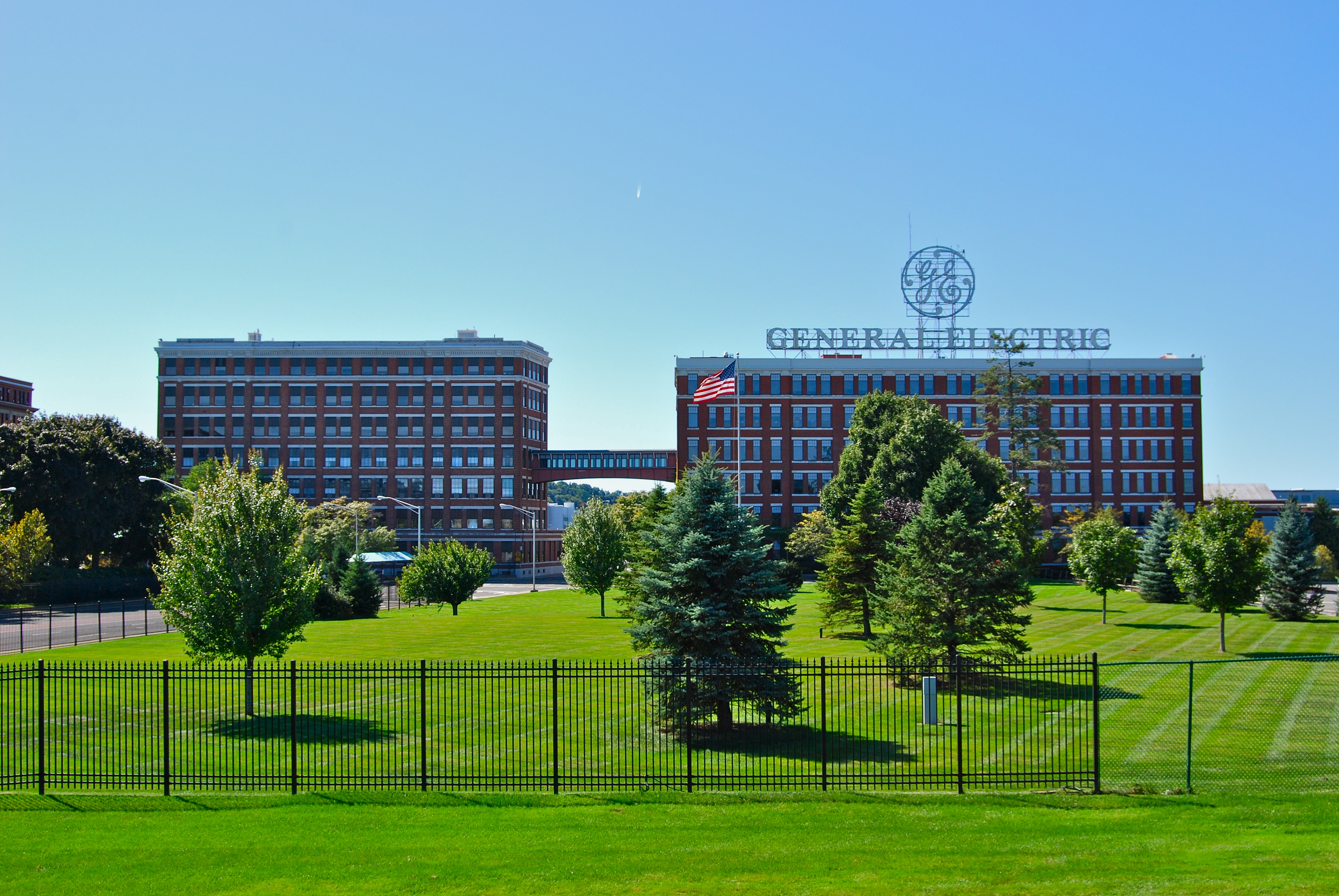
Zakład badawczo-rozwojowy, dawniej siedziba, General Electric
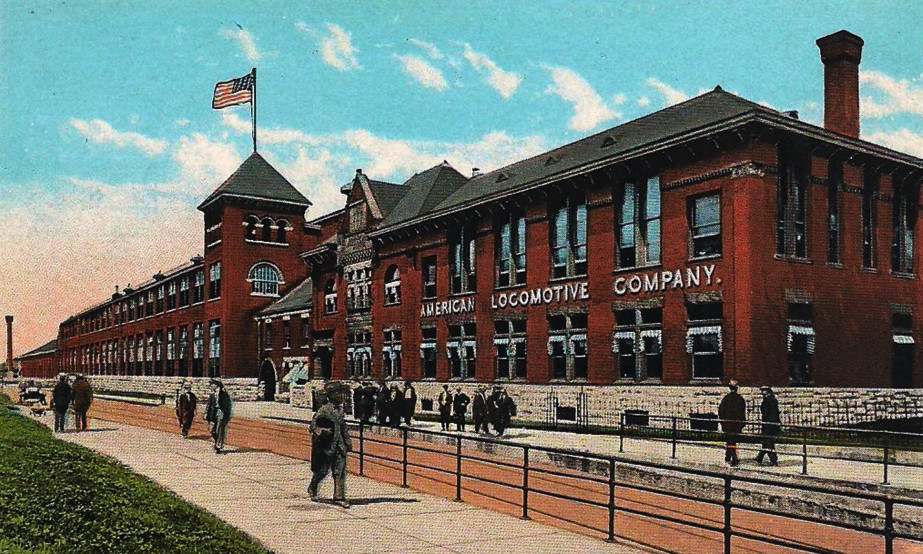
Zakład produkcji lokomotyw ALCO na pocztówce z lat 20. XX wieku
Plan miasta z 1882 roku